# 马太福音第12章
《马太福音》第12章被划分为《新约圣经·马太福音》的第十二章，共50节。该章主要描述耶稣开始为当时的犹太教主流势力所不容。

## 内容
在马太福音12章，记载耶稣开始受到犹太人的弃绝。起因是耶稣故意挑战安息日的规条。耶稣在安息日带领门徒从麦地经过，饥饿的门徒掐起麦穗来吃，受到法利赛人的责备。耶稣却引用大卫在被弃绝时进入圣殿，吃了惟独祭司才可吃的陈设饼的先例（似乎干犯了利未记的律法），来为自己辩护。实际上，他是在表明自己就是真大卫，大卫不算有罪，他和门徒也不该被定罪；大卫将祭司时代转到君王时代，耶稣也将律法时代转到恩典时代。耶稣又引用律法上祭司在殿里渎犯安息日并不算为有罪的条例，声称自己是“比殿更大的”，门徒当安息日在他里面作事，也不能算为有罪。随后，他更指明自己是“安息日的主”，意即有权更改安息日的规条。所以当安息日，无论他作什么，都是被称义的。   
在马太福音12章9～14节，耶稣再次挑战安息日的规条，在犹太会堂中，医治一个人枯干的手，表明他不关心安息日的规条，只关心治好枯干的手——身体上的一个肢体，比喻为拯救羊群中落坑的羊。不过，这一举动激怒了恪守犹太教传统的法利赛人，于是，他们商议怎样抵挡祂，为要除灭祂。
在马太福音12章18~21节，耶稣表示，由于犹太人的弃绝，他要“将公理宣布与外邦”；外邦人要接受祂，“仰望祂的名”。 
在马太福音12章22~37节，耶稣治好了一个鬼附、又瞎又哑的人，法利赛人诽谤耶稣是靠着鬼王别西卜赶鬼。耶稣解释说，赶鬼是进入壮士（撒但）家里，先捆绑那壮者，然后抢夺他的家具。法利赛人如此毁谤他，是亵渎圣灵，不能得赦免，将来在审判的日子，要凭这些话，定他们有罪。 
在马太福音12章38~42节，耶稣表示，对于这个弃绝他的世代，只需要一个神迹，就是先知约拿的神迹——三日三夜在大鱼腹中，他自己就是更大的约拿，也要三日三夜在地心里（他死后、复活前，停留三日三夜的地方）。同时也预言外邦人（尼尼微人、示巴女王）将要悔改，而犹太人不肯悔改。
在马太福音12章43～45节，耶稣将弃绝他的这邪恶的世代，比喻为鬼附的人。犹太人不肯悔改，宁愿仍然虚空，只肯增添饰物以美化自己，不肯接受基督来充满。到世代的末了，犹太人被鬼附的情形要加重七倍，景况就比先前更坏了。 
在马太福音12章46～50节，耶稣放弃和犹太人的肉身关系，转向外邦人：“谁是我的母亲？谁是我的弟兄？凡实行我在天上父旨意的，就是我的弟兄、姊妹和母亲了。”　 

## 相关研究

### 耶稣与犹太教
对于本章中关于耶稣对待安息日的态度，不同的解经学派有各自的理解。一些人认为，这里是说到天父的慈爱与怜悯，要人遵守设立安息日的基本精神，而不要舍本逐末。
另一些着重批评律法主义的解经家认为，马太福音12章中关于耶稣正当安息日带领门徒从麦地经过，以及在安息日在犹太会堂中，医治一个人枯干的手的记载，是要强调他在上一章结尾处——呼召人到他那里来得到真正的安息，而无需再关心犹太教中遵守安息日的律法规条。12章1节开头的“那时”一辞相当关键，指明这正是耶稣呼召人进入祂安息的时候。而恰巧在这时，祂的门徒就因为饥饿而失去了安息与满足。
同时，对于法利赛人而言，耶稣及其门徒所作的，违反了旧约圣经中关于遵守安息日的规定。而遵守安息日对于犹太教有着极为重要的意义，包括记念神完成创造的工作，守住耶和华与以色列人立约的证据，以及记念耶和华的救赎。因此他们按照自己对圣经知识的领会，强烈定罪耶稣。这也是以后犹太人捉拿并控告耶稣的重要原因之一。